# 卡斯特利翁-橙花海岸机场
卡斯特利翁-橙花海岸机场（西班牙語：Aeropuerto de Castellón-Costa Azahar，简称：卡斯特利翁机场，巴伦西亚语：Aeroport de Castelló）是位于西班牙巴伦西亚自治区卡斯特利翁省首府卡斯特利翁-德拉普拉纳市橙花海岸附近的一个私人机场，距离市中心北部约30公里。从2016年10月起，该机场每天接待的乘客数量超过400名。

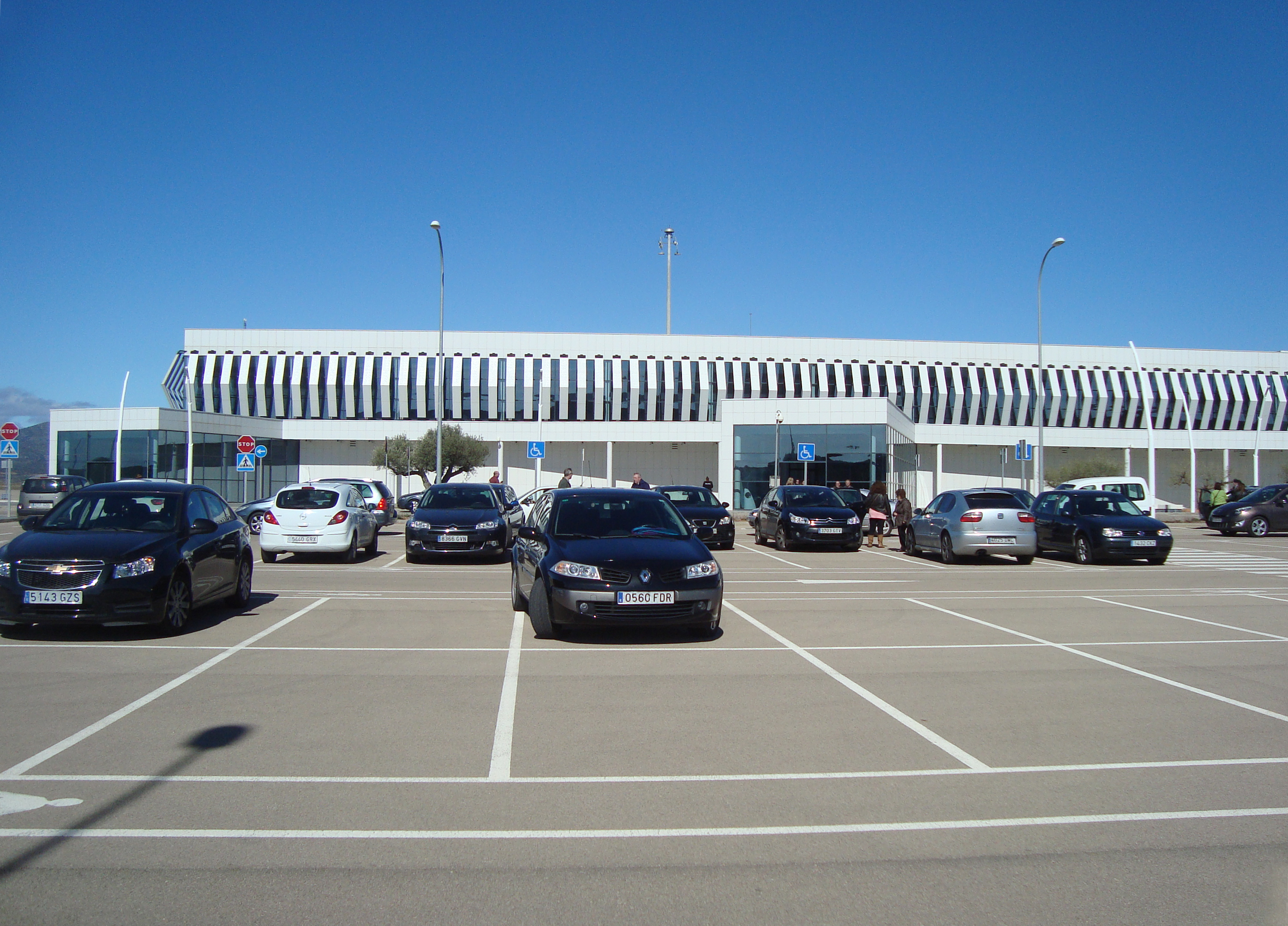
停车场

## 历史
早在1996 - 1997年，卡洛斯·法布拉议员提出了卡斯特利翁机场的建设计划。反对者认为，卡斯特利翁市靠近雷乌斯和瓦伦西亚机场，后者距离卡斯特利翁市仅有约50分钟的路程。另有生态学家和环保主义者认为，机场的建设会破坏当地的生态环境。然而该机场仍于2004年开始建设。
2011年3月，在议会选举之前，当地政府正式宣布卡斯特利翁机场开始营业的消息。该机场耗资1.5亿欧元，然而却没有航空公司与该机场签约。一年后的2012年4月1日，政府才开始计划正式的商务航班。2015年9月15日，第一架由瑞安航空提供的商务客机从伦敦斯坦斯特德机场起飞，在该机场准时降落，实现了该机场的首次正式航班。
此外，机场外建有当地政治人物卡洛斯·法布拉高达24米的雕像，他是修建这处机场的幕后推动人。法布拉因涉及多起腐败和逃税案件而受到司法调查，并于2014年12月因涉嫌税务欺诈罪被判处四年有期徒刑。

## 航班
| 城市       | 机场名称           | 航空公司              |          |          |          |
| 国际航班   | 国际航班           | 国际航班              | 国际航班 | 国际航班 | 国际航班 |
| ---------- | ------------------ | --------------------- | -------- | -------- | -------- |
| 保加利亚   |                    |                       |          |          |          |
| 索菲亞     | 索菲亞機場         | 瑞安航空 (季节性航班) |          |          |          |
| 波蘭       |                    |                       |          |          |          |
| 波茲南     | 波茲南-拉威卡機場  | 瑞安航空              |          |          |          |
| 英国       |                    |                       |          |          |          |
| 伦敦       | 伦敦斯坦斯特德机场 | 瑞安航空              |          |          |          |
| 羅馬尼亞   |                    |                       |          |          |          |
| 布加勒斯特 | 奥托佩尼国际机场   | 蓝色航空              |          |          |          |